# Punho de Serpente (Wushu)
Punho de Serpente (chinês: 蛇 拳, pinyin: shéquán, literalmente "punho de serpente") é um estilo de Wushu que imita os movimentos das cobras e que adota a fluidez desses répteis que podem se enroscar na vítima ou atingi-la de ângulos inesperados. 

## Características
Variações do estilos da serpente podem imitar cobras venenosas, enquanto outros mimetizam movimentos de cobras constritoras. Existem duas escolas principais da serpente: o do norte e o do sul da China. Em ambas as escolas, os praticantes representam o corpo da serpente da seguinte forma: os punhos representam a cabeça da serpente, os dedos representam a língua da cobra e as pernas são a cauda da serpente. Este estilo demonstra sua eficácia especialmente para a espada reta chinesa. Diz-se que tanto o Wing Chun e Tai Chi Chuan, baseiam-se em uma combinação dos estilos da cobra e da garça. 
Hoje, o estilo é comumente praticado nas províncias chinesas de Cantão, Fujian, Guangxi, Jiangsu, Sichuan, Zhejiang e na ilha de Taiwan.